# Henicophaps albifrons
La paloma bronce frentiblanca o paloma bronceada de frente blanca (Henicophaps albifrons) es una especie de ave columbiforme de la familia Columbidae endémica de Nueva Guinea y algunas islas menores circundantes.

## Distribución y hábitat
La paloma bronce frentiblanca se encuentra únicamente en las selvas húmedas tropicales de Nueva Guinea y algunas islas aledañas como Yapen, las islas Raja Ampat y las Aru.